# Thomas Adams (Komponist, 1857)
Thomas Adams (* 1857; † 4. November 1918 in London) war ein englischer Komponist und Organist. Er war Fellow of the Royal College of Organists FRCO.

## Leben
Thomas Adams war ein Schüler von Frederick Bridge (1844–1924). Er unterrichtete an der Bishop Stortford Grammar School und war von seinem ersten Gottesdienst am 22. Juni 1888 bis zu seinem Tod Organist an Saint-Alban-the-Martyr in Holborn in London. Zunächst war er nur als Organist tätig, später übernahm er auch die Leitung des Chores an der Kirche. Im Februar 1890 erkrankten Adams und ungefähr die Hälfte der erwachsenen Chormitglieder während der Influenzaepidemie. Im Februar 1891 veröffentlichte er einen Anhang zum im Gebrauch befindlichen Kirchengesangbuch (Hymnal) mit in der Gemeinde gesungenen Liedern. John Stainer und Charles William Pearce (1856–1928) wirkten bei der Erstellung mit. Am 14. Februar leitete Adams in der Kirche eine Aufführung des Stabat mater von Rossini und des Te Deum von Charles Gounod mit Chor und Orchester zur Einweihung eines neuen Triumphkreuzes. Das Stabat mater wurde in den nächsten Jahren mehrere Male aufgeführt. An Ostern 1894 führte er die Messe in Es-Dur op. 11 von Alexandre Guilmant auf. 1893 hatte er eine englische Adaption bei Schott in London als Communion Service gemeinsam mit James Baden Powell publiziert. Er erarbeitete mit dem Chor das Lauda Sion von Felix Mendelssohn Bartholdy. Zur Einweihung einer neuen Orgel am 21. Juni 1895 wurde ein von Adams komponiertes Ave Maria mit obligater Violine aufgeführt. Im Oktober des Jahres erfolgte eine weitere Aufführung von Rossinis Stabat mater. Am Sonntag nach Weihnachten wurde die Kantate The Holy Child von Thomas Adams aufgeführt. Eine weitere Aufführung fand am 21. Januar 1896 im Rahmen eines Orgelkonzertes statt. Während der Fastenzeit des Jahres wurde des Stabat mater erneut dreimal aufgeführt. Die Sinfoniekantate Lobgesang war das nächste Werk, das Adams mit dem Chor erarbeitete. Die Aufführung fand am 29. Juni 1898 statt. Nachdem er schon jahrelang die großen Choraufführungen der Gemeinde dirigiert hatte, wurde er 1900 zusätzlich zu seinem Organistenamt offiziell zum Choirmaster ernannt, und war jetzt für die gesamte Kirchenmusik der Gemeinde verantwortlich, nachdem sein Amtsvorgänger das Amt aus Altersgründen abgegeben hatte. Es folgten in der Fastenzeit wieder zwei Aufführungen des Stabat mater. Am 19. Dezember 1907 und am 19. Mai 1910 wurde seine Kantate Mater Christi und am 17. Januar 1912 die von ihm komponierte Kantate The Nativity aufgeführt. Am 27. März 1912 folgte eine Aufführung seiner Kantate The Story of Calvary. Am 9. Dezember 1913 folgte eine weitere Aufführung von Mater Christi. Am 8. April 1918 heiratete er eine Miss Hogan aus der Gemeinde St. Albans. Er starb nach langer Krankheit am 4. November 1918. Am Freitag, dem 8. November, wurde er nach einem festlichen Requiem in Saint-Alban auf dem Brookwood Cemetery bestattet.

## Werke (Auswahl)
Thomas Adams komponierte Oratorien, Anthems und Orgelmusik. Die meisten Werke wurden beim Musikverlag Novello publiziert.

### Kantaten
- The Holy Child, a Christmas cantata, Novello, Ewer & Co., 1895
- The Cross of Christ, für Sopran, Tenor, Bass, Chor und Orgel, 1897. Kantate für Fastenzeit und Passion, publiziert bei Novello OCLC 1029731242 I Instrumental Introduction II Hymn: On lofty Quarantana’s height III Chorus: He shall give his angels charge over thee IV Soprano Solo und Chor: God is faithful V Hymn: Be thou my Guardian and my Guide VI Rezitativ Bass und Chor: Then was Jesus led up of the Spirit VII Hymn: The ministry of Angels IX Hymn: Lord, I see thee lowly kneeling X Rezitativ Bass: Behold, the fire and the wood XI Duett für Sopran und Tenor: God will provide XII Hymn: The Lamb of God XIII Solo für Tenor: Behold the Lamb of God XIV Choral: Lo, this our God XV Chorus: We will be glad and rejoice XVI Quartett, oder Chor für Männerstimmen: Come unto Me XVII Hymn: In the Cross of Christ I glory XVIII Sopran- und Tenorsoli und Chorus: Nearer, my God, to Thee XIX Hymn: The Paradise of God
- Rainbow of Peace, für Tenor Bass, Chor und Orgel, 1897. Kantate für die Erntezeit, publiziert bei Novello OCLC 56607582 Mit Anthem O How Great is Thy Goodness  (Digitalisat beim IMSLP)
- The Immortal Hope, publiziert bei J. Curwen & Sons, 1898. OCLC 497056525
- Mater Christi, Text: A. H. Stanton, 1906 Kantate für Marienfeste
- A Golden Harvest, Kantate zur Erntezeit, Text: Henry Knight, Novello, London, 1906 OCLC 8893158
- The Nativity, a cantata for Christmas-tide, [Die Geburt, eine Kantate für die Weihnachtszeit] für Sopran-, Tenor-, Basssolo und Chor mit Chorälen, die gemeinsam mit der Gemeinde gesungen werden, Novello und Co., 1910 (Digitalisat beim IMSLP)
- The Story of Calvary, Kantate, Text: Rose Dafforne Betjemann, Novello und Co., 1912 (Digitalisat beim IMSLP)
- The Holy Child

### Orgelwerke
- Marche solenelle, 1898
- Vesper Melody, 1898
- Short Fantasy on „Abridge“, 1899
- Alla Marcia in D, 1898
- Allegro pomposo, 1906 (Digitalisat beim IMSLP)
- Short Fantasia on „Veni Creator Spiritus“, 1907
- Short Preludes, 1909–1910 Andante con moto, 1909 (Digitalisat beim IMSLP)
- Grand Choeur, in Short Postludes for the Organ, Novello, 1911

### Hymn Tunes
- Come Holy Ghost, our souls inspire
- O little town of Bethlehem

### Anthems
- Alleluia! now is Christ risen, Anthem for Easter, 1898, bei Novello, Ewer and Co.publiziert OCLC 497055237 (Digitalisat beim IMSLP)
- All hail, dear conqueror!, Anthem for Easter für SATB und Orgel, Text: Frederick William Faber, Novello & Company, London, 1911 OCLC 1237669469 (Digitalisat beim IMSLP)
- All thy works praise thee, O Lord, Carol-anthem for Christmastide,
- Ask, and it shall be given unto you, für SATB und Orgel, Novello & Co, 1911 OCLC 900896004
- Come and worship the Lord, Anthem for Christmastide, für SATB und Orgel, Novello & Co, 1901 OCLC 900895863 (Digitalisat beim IMSLP)
- Hail! Breathe of life! für SATB und Orgel, Novello & Co, 1910 OCLC 900896006
- I am He that he liveth, Anthem for Easter, 1899, bei Novello and Co. publiziert OCLC 30090695
- If any man sin OCLC 497056441
- If I go not away für SATB und Orgel, Novello & Co, 1896 OCLC 900896003
- It is a good thing to give thanks, Anthem for the Harvest-tide [Erntezeit], für SATB und Orgel, Novello & Co, 1909 OCLC 900896005
- Look upon the rainbow, Anthem for Harvest-Tide, 1899 bei Novello & Co publiziert OCLC 497056743
- Nearer, my God, to Thee, Anthem für Sopran- und Tenorsolo und Chor, 1899 bei Novello & Co. publiziert OCLC 497055265
- O how great is Thy goodness, Anthem für Bass solo, SATB und Orgel., Novello & Co, 1904 OCLC 900896002
- Prevent us, O Lord für SATB und Orgel, Novello & Co, 1913 OCLC 900896007
- The Glory of the God of Israel, publiziert bei Novello & Co, 1898 OCLC 497055403 (Digitalisat beim IMSLP)
- The Lord Omnipotent Reigneth,  publiziert bei Novello & Co, 1902 (Digitalisat beim IMSLP)
- The word is made incarnate, Text: J.M. Neale, 1899, bei Novello & Co. publiziert OCLC 30846397 (Digitalisat beim IMSLP)
- Thrust in thy sickle, and reap, für SATB und Orgel, Novello & Co, 1900 OCLC 900895862

### Sacred Songs
- Nativity. I sing the birth was born to-night, Christmas Carol [Weihnachtslied], Text: Ben Johnson,
- Rock of Ages, Text: A.M. Toplady, OCLC 497057052
- The Radiant Morn hath passed away, Text: G.Thring OCLC 497056933

### Sonstiges
- Communion Service in D, für vierstimmigen gemischten Chor mit Orgel, 1900 bei Novello & Co. als Parish Choir Book No. 479 publiziert OCLC 900896000 I Kyrie Eleison II Credo III Sanctus IV Benedictus qui venit V Agnus Dei VI Gloria in Excelsis.
- Magnificat and Nunc dimittis, publiziert Novello and Company Limited, 1898 OCLC 965753486
- Magnificat (8. Ton, 6. Endung) und Nunc Dimittis (3.Ton, Festal Mediation) für SATB und Orgel, Novello & Company, London, 1900 OCLC 1126677433
- Magnificat & Nunc dimittis in C, für SATB und Orgel, Novello & Company, London, 1904 OCLC 900895864
- The office for the holy communion (in G), für vierstimmigen gemischten Chor mit Orgel, 1900 bei Novello & Co. als Parish Choir Book No. 667 publiziert OCLC 900896001 I At the procession II Introit III Kyrie Eleison IV Gradual V Gloria Tibi VI Laus Tibi VII Credo VIII Sursum Corda IX Sanctus X Benedictus XI Agnus Dei XII Pater Noster XIII Gloria in Excelsis XIV Antiphon (Adoremus)